# Nicktoons (Közép- és Kelet-Európa)

A csatorna korábbi logója (2019. április 1. - 2024. május 20.)

A Nicktoons Közép és Kelet-Európa (röviden csak Toons) az azonos nevű amerikai gyerektévé Közép- és Kelet-Európai változata, a Nickelodeon testvércsatornája. 
A kereskedelmi reklámsávokat külön kép- és hangsávon sugározzák. A reklámidőt Magyarországon az RTL Saleshouse, Romániában a Thematic Channels értékesíti.
Magyarországon a csatorna hangja Rada Bálint, néhány ajánló azonban a Nickelodeon és a TeenNick hangjával, Tokaji Csabával készül.
2024. május 20-án új logót és arculatot kapott a csatorna.

## Története
2018. február 15-én Lengyelországban felváltotta a Nickelodeon HD-t. Magyarországon hivatalosan 2019. április 2-án indult a csatorna (Telekom), amit február 3-án jelentettek be, de egyes szolgáltatóknál (Digi) már 2019. április 1-jétől fogni lehetett. Kezdetben az alábbi szolgáltatóknál vált elérhetővé a csatorna: Digi 107. programhely (műhold esetében: 88. programhely), Vodafone 313. programhely, Direct One 110. programhely és Telekom 58. programhely.

## Sorozatok

### Jelenlegi sorozatok
| #   | Eredeti cím                               | Magyar cím                                | Eredeti premier        | Magyar premier a -on |                  |
| --- | ----------------------------------------- | ----------------------------------------- | ---------------------- | -------------------- | ---------------- |
| #   | 1.                                        | SpongeBob SquarePants                     | SpongyaBob Kockanadrág | 1999. május 1.       | 2019. április 1. |
| 2.  | The Fairly OddParents                     | Tündéri keresztszülők                     | 2001. március 30.      | 2019. április 1.     |                  |
| 3.  | Avatar: The Last Airbender                | Avatár: Aang legendája                    | 2005. február 21.      | 2019. április 1.     |                  |
| 4.  | The Penguins of Madagascar                | A Madagaszkár pingvinjei                  | 2008. november 28.     | 2019. április 1.     |                  |
| 5.  | Kung Fu Panda: Legend of Awesomness       | Kung Fu Panda – A rendkívüliség legendája | 2011. szeptember 19.   | 2019. április 1.     |                  |
| 6.  | Teenage Mutant Ninja Turtles              | Tini nindzsa teknőcök                     | 2012. szeptember 29.   | 2019. április 1.     |                  |
| 7.  | Sanjay & Craig                            | Sanjay és Craig                           | 2013. május 25.        | 2019. április 1.     |                  |
| 8.  | Breadwinners                              | Kenyér királyok                           | 2014. február 17.      | 2019. április 1.     |                  |
| 9.  | ALVINNN!!! and the Chipmunks              | ALVINNN!!! és a mókusok                   | 2015. március 30       | 2019. április 1.     |                  |
| 10. | The Adventures of Kid Danger              | Veszélyes Tini kalandjai                  | 2018. január 15.       | 2019. április 1.     |                  |
| 11. | The Loud House                            | A Lármás család                           | 2016. május 2.         | 2019. június 3.      |                  |
| 12. | The Casagrandes                           | A Casagrande család                       | 2019. október 14.      | 2020. március 30.    |                  |
| 13. | The Smurfs                                | Hupikék törpikék                          | 2021. április 18.      | 2021. október 4.     |                  |
| 14. | Kamp Koral: SpongeBob's Under Years       | Korall tábor: SpongyaBob alsós évek       | 2021. március 4.       | 2021. november 15.   |                  |
| 15. | The Patrick Star Show                     | Csillag Patrik műsora                     | 2021. július 9.        | 2022. május 13.      |                  |
| 16. | Tales of the Teenage Mutant Ninja Turtles | Mesék a Tini Nindzsa Teknőcökről          | 2024. augusztus 9.     | 2024. szeptember 29. |                  |
| 17. | Sonic Prime                               | Sonic Prime                               | 2022. december 15.     | 2025. július 21.     |                  |

### Várható sorozatok
| #  | Eredeti cím                       | Magyar cím                         | Eredeti premier | Magyar premier a -on |
| -- | --------------------------------- | ---------------------------------- | --------------- | -------------------- |
| 1. | The Fairly OddParents: A New Wish | Tündéri keresztszülők: Új kívánság | 2024. május 17. | TBA                  |
| 2. | Wylde Pak                         | TBA                                | 2025. május 1.  | TBA                  |

### A csatornáról lekerült (szünetelő vagy befejezett) sorozatok
| #   | Eredeti cím                                | Magyar cím                                     | Eredeti sugárzás                           | Magyar sugárzás a -on                                                                       |
| --- | ------------------------------------------ | ---------------------------------------------- | ------------------------------------------ | ------------------------------------------------------------------------------------------- |
| 1.  | Pig, Goat, Banana, Cricket                 | Kergefarm                                      | 2015. július 16. - 2018. augusztus 11.     | 2019. április 1. - 2019. június 1.                                                          |
| 2.  | Fanboy & Chum Chum                         | Fanboy és Chum Chum                            | 2009. október 12. - 2012. november 2.      | 2019. április 1. - 2019. június 2.                                                          |
| 3.  | Mysticons                                  | Mysticons                                      | 2017. augusztus 28. - 2018. szeptember 15. | 2019. április 1. - 2019. július 31.                                                         |
| 4.  | ToonMarty                                  | ToonMarty                                      | 2017. május 1. - 2017. május 25.           | 2019. április 1. - 2019. augusztus 1.                                                       |
| 5.  | Welcome to the Wayne                       | Üdv a Wayne-ben                                | 2017. július 23. - 2019. május 31.         | 2019. április 1. - 2019. augusztus 1.                                                       |
| 6.  | T.U.F.F. Puppy                             | S.T.R.A.M.M. – A kém kutya                     | 2010. október 2. - 2015. április 4.        | 2019. április 1. - 2019. szeptember 30.                                                     |
| 7.  | The Legend of Korra                        | Korra legendája                                | 2012. április 14. - 2014. december 19.     | 2019. április 1. - 2020. február 17.                                                        |
| 8.  | Rise of the Teenage Mutant Ninja Turtles   | A tini nindzsa teknőcök felemelkedése          | 2018. július 20. - 2020. augusztus 7.      | 2019. április 1. - 2020. március 1.                                                         |
| 9.  | Rabbids Invasion                           | Rabbids: Invázió                               | 2013. augusztus 3. - 2018. december 26.    | 2019. április 1. - 2020. május 31.                                                          |
| 10. | Rainbow Butterfly Unicorn Kitty            | Szivárványos egyszarvú pillangócica            | 2019. január 28. - 2019. december 1.       | 2019. július 15. - 2020. december 11.                                                       |
| 11. | Deer Squad                                 | Szarvas osztag                                 | 2020. július 15. - 2023. október 27.       | 2021. február 1. - 2021. május 14.                                                          |
| 12. | Ollie's Pack                               | Ollie tuti tatyója                             | 2020. április 6. - 2021. május 6.          | 2020. október 12. - 2021. július 2.                                                         |
| 13. | LEGO Jurassic World: Legend of Isla Nublar | LEGO Jurassic World: A Nublar-sziget legendája | 2019. július 6. - 2019. október 30.        | 2020. augusztus 17. - 2021. szeptember 30.                                                  |
| 14. | Dorg Van Dango                             | Dorg Van Dango                                 | 2020. március 2. - 2021. március 17.       | 2020. szeptember 13. - 2021. november 29.                                                   |
| 15. | The Barbarian and the Troll                | A barbár és a troll                            | 2021. április 2. - 2021. június 25.        | 2021. október 2. - 2022. február 28.                                                        |
| 16. | It's Pony!                                 | Itt van Póni                                   | 2020. január 18. - 2022. május 26.         | 2021. május 3. - 2022. december 2. 2024. március 19. - 2024. március 25.                    |
| 17. | Middlemost Post                            | Middlemost posta                               | 2021. július 9. - 2022. október 21.        | 2021. november 1. - 2023. március 31.                                                       |
| 18. | Star Trek: Prodigy                         | Star Trek: Protostar                           | 2021. október 28. - 2024. július 1.        | 2023. március 20. - 2023. április 23.                                                       |
| 19. | Rugrats                                    | Fecsegő tipegők                                | 2021. május 27. - 2024. március 22.        | 2021. november 29. - 2023. szeptember 1.                                                    |
| 20. | LEGO City Adventures                       | LEGO City kalandok                             | 2019. június 22. - 2022. november 22.      | 2020. április 20. - 2023. november 26. 2024. március 18. - 2024. március 25.                |
| 21. | The Adventures of Kid Danger               | Veszélyes Tini kalandjai                       | 2018. január 15. - 2018. június 14.        | 2019. április 1. - 2023. december 31. 2025. január 20. - 2025. február 28. 2025. május 5. - |
| 22. | Best & Bester                              | Szipi és Szuper                                | 2022. június 27. - 2023. január 3.         | 2023. január 9. - 2023. december 31. 2024. szeptember 21. - 2025. május 2.                  |
| 23. | Big Nate                                   | Profi Noki                                     | 2022. február 17. - 2024. augusztus 26.    | 2022. november 14. - 2024. április 28.                                                      |
| 24. | Sharkdog                                   | Cápakutyi                                      | 2021. szeptember 3. - 2023. április 27.    | 2024. július 8. - 2024. augusztus 23.                                                       |
| 25. | Transformers: EarthSpark                   | Transformers: FöldSzikra                       | 2022. november 11. -                       | 2022. november 28. - 2024. augusztus 31.                                                    |
| 26. | The Smurfs                                 | Hupikék törpikék                               | 2021. április 18. -                        | 2021. október 4. - 2024. szeptember 15. 2025. április 14. -                                 |
| 27. | The Twisted Timeline of Sammy and Raj      | Sammy és Raj: Kavar az idővel                  | 2023. január 9. - 2023. május 1.           | 2023. február 6. - 2024. szeptember 20.                                                     |
| 28. | Zokie of Planet Ruby                       | Zokie és Ruby szerint a világ                  | 2023. december 31.                         | 2024. szeptember 2. - 2025. január 19.                                                      |
| 29. | Monster High                               | Monster High                                   | 2022. október 6. - 2024. október 24.       | 2023. április 1. - 2025. január 31.                                                         |
| 30. | Max and the Midknights                     | Max és a lovagocskák                           | 2024. június 9. -                          | 2025. január 20. - 2025. március 31.                                                        |
| 31. | Rock, Paper, Scissors                      | Kő, Papír, Olló                                | 2024. február 11. -                        | 2024. április 29. - 2025. május 2.                                                          |
| 32. | Hamsters of Hamsterdale                    | Hörcsögváros hörcsögei                         | 2024. október 21. -                        | 2025. május 5. - 2025. június 30.                                                           |
| 33. | Super Duper Bunny League                   | Szipiszupi Nyuszi Liga                         | 2025. február 22. -                        | 2025. június 30. - 2025. július 20.                                                         |